# Audre Lorde
Audrey Geraldine Lorde (nascida em Nova Iorque, 18 de fevereiro de 1934 — falecida em Saint Croix, 17 de novembro de 1992) foi uma escritora, filósofa, poeta e ativista feminista interseccional, mulherista e dos direitos civis norte-americana, em especial das mulheres lésbicas e negras. Ela teve entre seus esforços mais notáveis o trabalho militante com as mulheres afro-alemãs na década de 1980. Em seus textos, abordou questões relacionadas aos direitos civis, racismo, feminismo, mulherismo e opressão. Seu trabalho enquadra-se no liberalismo social, abordando a sexualidade numa perspectiva revolucionária. Em resposta às críticas do conservador Jesse Helms, assim se expressou: 
"Minha sexualidade é parte integrante do que eu sou, e minha poesia é produto da interseção entre mim e meus mundos [...]. A objeção de Jesse Helms ao meu trabalho não tem a ver com obscenidade [...] ou mesmo com sexo. Tem a ver com revolução e mudança. [...] Helms sabe que meus escritos estão voltados para a destruição dele e de tudo o que ele defende".
Audre Lorde morreu de câncer de mama, em 1992. Atualmente, sua obra serve como inspiração e referência para pesquisas sobre o feminismo.

## Vida pessoal e formação
Audrey Geraldine Lorde nasceu em Nova Iorque numa família de imigrantes caribenhos oriundos de Barbados e Carriacou, que se estabeleceram no Harlem. Seus pais eram Frederick Byron Lorde e Linda Gertrude Belmar Lorde. A sua mãe era de ascendência mista. Já o seu pai tinha a pele mais escura do que a família Belmar gostaria. O casamento dos dois só se deu graças ao charme e à persistência de Byron Lorde. Míope, ao ponto de ser legalmente cega e a mais nova de três filhas (as outras duas eram Phyllis e Helen), Audre Lorde cresceu ouvindo histórias de sua mãe sobre as Índias Ocidentais. Ela aprendeu a falar enquanto aprendia a ler, com a idade de quatro anos, e sua mãe ensinou-lhe a escrever na mesma época. Audre escreveu seu primeiro poema quando estava na oitava série. Nascida Audrey, ela optou por retirar a última letra de seu primeiro nome quando ainda era criança. Ela explica em Zami: A New Spelling of My Name que estava mais interessada na simetria artística da terminação em "e" dos dois nomes ("Audre Lorde") do que em manter seu nome na grafia original.
Depois de concluir o ensino médio na Hunter College High School e de vivenciar a tristeza pela morte de sua amiga Genevieve "Gennie" Thompson, Lorde deixou a casa dos pais e se afastou de sua família. Estudou no Hunter College da Universidade da Cidade de Nova Iorque (1954-1959) e se graduou em biblioteconomia, enquanto trabalhava para se sustentar. Trabalhou como operária de fábrica, ghost-writer, assistente social, técnica de raios X, atendente de consultório médico e supervisora de artes e artesanato. Mudou-se do Harlem para Stamford, em Connecticut, e a partir daí começou a explorar sua sexualidade lésbica. 
Em 1954, passou um ano crucial como estudante na Universidade Nacional do México. Foi um período que ela descreveu como um momento de afirmação e renovação, quando confirmou sua identidade, em termos pessoais e artísticos, como lésbica e como poeta. Em seu retorno a Nova Iorque, frequentou a faculdade, trabalhou como bibliotecária, continuou escrevendo e tornou-se uma participante ativa na cultura LGBT de Greenwich Village. Lorde prosseguiu sua educação na Universidade Columbia, obtendo um mestrado em biblioteconomia em 1961. Paralelamente, trabalhava como bibliotecária na Biblioteca Pública de Mount Vernon, Nova Iorque. Casou-se com o advogado Edwin Rollins, um homem branco e gay, com quem teve dois filhos - Elizabeth e Jonathan. O divórcio do casal viria em 1970. Em 1966, ela se tornou bibliotecária chefe de uma escola da cidade em Nova Iorque, onde permaneceu até 1968.
Em 1968, Lorde foi escritora-residente no Tougaloo College, no Mississippi. Lá, conheceu Frances Clayton, uma professora de psicologia branca que seria sua parceira amorosa até 1989.
A partir de 1977-1978, Lorde teve um breve caso com a escultora e pintora Mildred Thompson. As duas se conheceram em 1977 na Nigéria, durante o Segundo Festival Mundial de Arte e Cultura Preta e Africana (FESTAC 77). O romance seguiu seu curso enquanto Thompson viveu na cidade de Washington, D.C..

## Os anos em Berlim

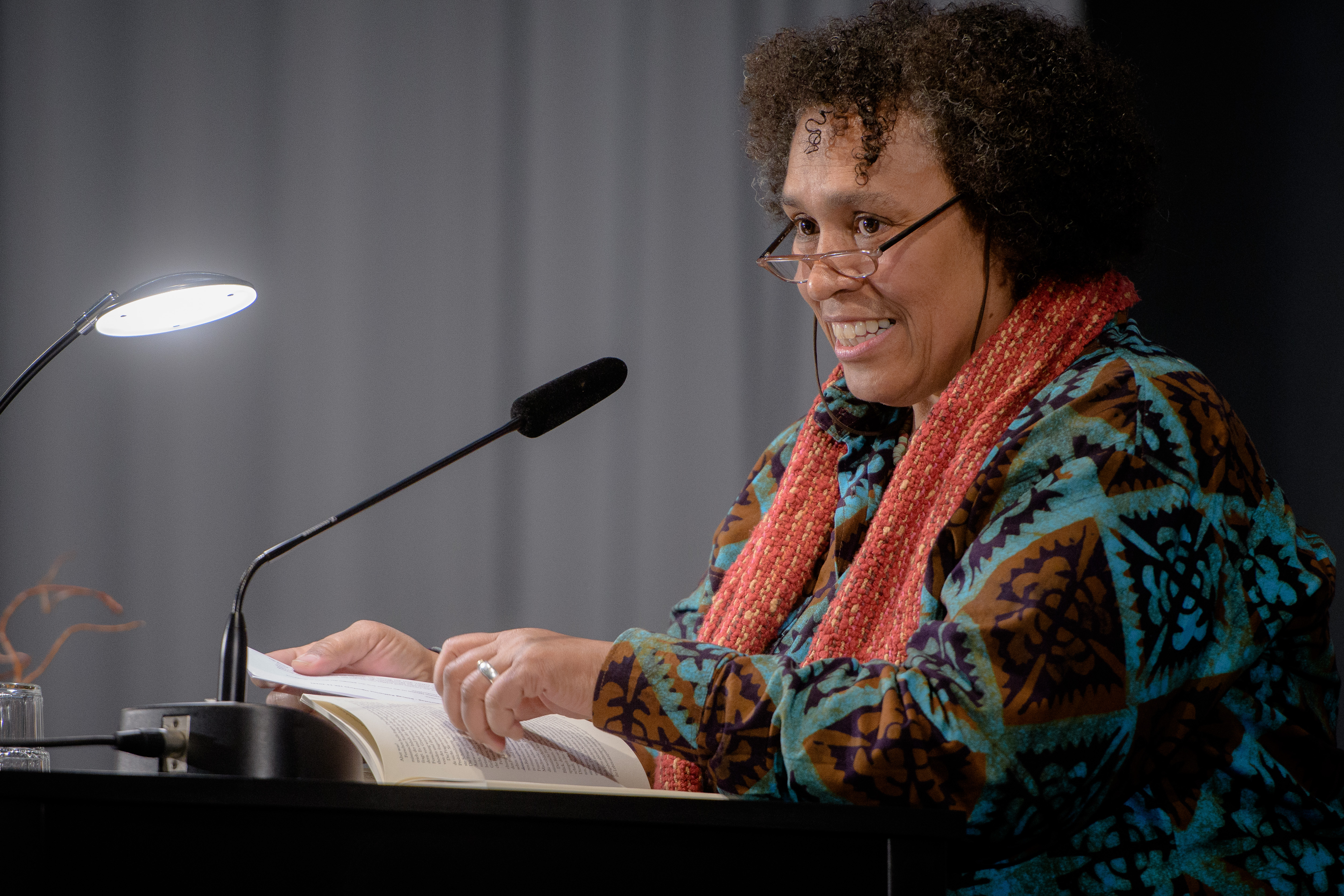
Katharina Oguntoye

May Ayim - Escritora

De 1984 a 1992, Lorde passou uma longa temporada em Berlim, atuando no movimento afro-alemão, particularmente entre as mulheres. Ela viajou em 1984, convidada a lecionar no John-F.-Kennedy-Institut für Nordamerikastudien da Universidade Livre de Berlim. Na época, textos-chave de Audre Lorde já circulavam pela Europa, especialmente na Alemanha, impactando as vidas e mentalidades de muitas mulheres negras. Ver "Farbe bekennen" ("Assumindo a cor – mulheres afro-alemãs no rastro de sua história") de Katharina Oguntoye e May Ayim [carece de fontes?]
O documentário Audre Lorde - The Berlin Years 1984-1992 mostra o que foi, para a escritora, viver em Berlim e crescer com o movimento das mulheres afro-alemãs naquele período. Narrado pela própria Audre Lorde, o filme conta com a participação das mulheres com quem interagiu durante o período inicial do movimento. Lorde convocou as mulheres negras afro-alemãs a levantar suas vozes e fazer demandas à sociedade racista em que viviam. Isso é notável na antologia Showing Our Colors: Afro-German Women Speak Out, editada por May Ayim, Katharina Oguntoye e Dagmar Shultz. Audre Lorde abre a conversa com uma introdução (em inglês e em alemão) em que afirma: "As mulheres negras americanas não podem se dar ao luxo de assumir atitudes paroquiais que muitas vezes nos cegam para o resto do mundo. As mulheres negras alemãs incluídas neste livro oferecem uma visão de dentro sobre as complexidades de um futuro do feminismo global." 
Em sua autobiografia, Ika Hügel-Marshall descreve o impacto que Audre Lorde teve em sua vida e lhe faz uma homenagem póstuma. No tributo, ela afirma: "Muitas pessoas tiveram relações especiais com você, e muitos acreditavam que tinham uma conexão única com você. Eu não tinha nem uma coisa, nem outra. Nós apenas tivemos muita diversão com os outros e muitas vezes rimos das mesmas coisas. Eu nunca disse o que você significava para mim; era claro já e, portanto, um incômodo." 
O legado de Audre Lorde para o movimento afro-alemão permaneceu. Como Marion Kraft escreve: "Para a formação de uma consciência negra alemã, como coletivo de identidade, as conexões de Audre Lorde com os negros alemães foram fundamentais e marcaram o início de um movimento intercultural que foi seminal para a construção de várias organizações, como a Iniciativa de Negros alemães (ISD), a ADEFRA (Mulheres afro-alemãs) e Homestory Deutschland."  Marion Kraft escreve  sobre seus encontros com Audre Lorde e o impacto da sua poesia. Kraft organizou leituras de poesia para ela na Alemanha. Ela também lembra os primeiros encontros de mulheres afro-alemãs com a escritora americana e as suas conversas.

## Últimos Anos
Audre Lorde lutou contra o câncer por 14 anos. Ela foi diagnosticada pela primeira vez com câncer de mama em 1978 e passou por uma mastectomia. Seis anos mais tarde, foi diagnosticada com câncer de fígado. Em razão da doença, ela decidiu se concentrar mais em sua vida e sua escrita. Escreveu The Cancer Journals, que ganhou em 1981 o Gay Caucus Book of the Year Award, concedido pela American Library Association. Ela foi retratada em um documentário chamado A Litany for Survival: The Life and Work of Audre Lorde, que a perfila como autora, poeta, ativista de direitos humanos, feminista e lésbica. Neste filme, ela dá a seguinte declaração: "O que eu deixo tem vida própria. Eu já disse isso sobre poesia; eu disse isso sobre filhos. Bem, de certa maneira, estou me referindo ao próprio artefato da pessoa que fui".
De 1991 até sua morte, Lorde foi Poeta Laureada do Estado de Nova Iorque. Em 1992, recebeu o Bill Whitehead Award for Lifetime Achievement da Publishing Triangle. Em 2001, a Publishing Triangle instituiu o Audre Lorde Award para honrar obras de poesia lésbica.[carece de fontes?]
Lorde morreu de câncer de fígado em 17 de novembro de 1992, aos 58 anos, em Saint Croix, nas Ilhas Virgens Americanas, onde vivia com Gloria I. Joseph.
Em suas próprias palavras, ela foi uma "preta, lésbica, mãe, guerreira, poeta". Em uma cerimônia de nomeação africana, antes de sua morte, ela recebeu o nome de Gambda Adisa, que significa "guerreira: ela que faz sua significância conhecida".

## Trabalho

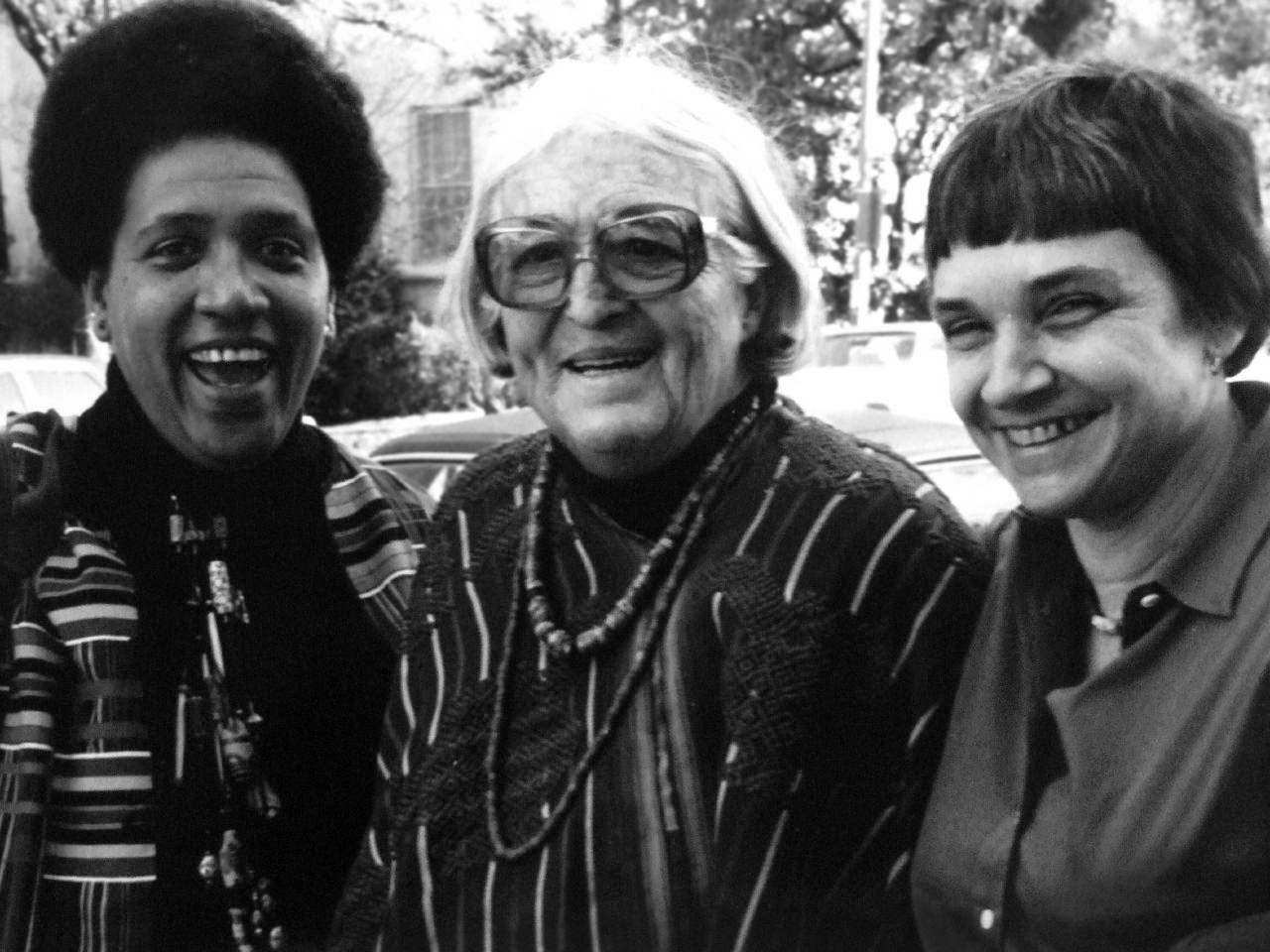
Audre Lorde (Esquerda) com as escritoras Meridel Le Sueur (meio) e Adrienne Rich (esquerda) em uma oficina de escrita em Austin, Texas, 1980

A poesia de Lorde foi regularmente publicada durante os anos 1960 (New Negro Poets, USA, de Langston Hughes, em 1962), em várias antologias estrangeiras e em revistas literárias negras. Nessa época, ela era politicamente ativa nos movimentos por direitos civis, antiguerra e feminista. Seu primeiro volume de poesia, The First Cities (1968), foi publicado pela Poet's Press e editado por Diane di Prima, sua ex-colega de colégio e amiga. O poeta e crítico Dudley Randall afirmou, em sua resenha do livro, que Lorde "não agitava uma bandeira negra, mas sua negritude está lá, implícita, no osso".
Seu segundo volume, Cables to Rage (1970), que foi escrito principalmente durante sua permanência como poeta-residente, no Tougaloo College, Mississippi, abordava temas de amor, traição, o parto e as complexidades da educação dos filhos. É particularmente notável o poema  "Martha", no qual Lorde escreve pela primeira vez sobre sua homossexualidade. Posteriormente, ela continuaria a defender os direitos de lésbicas e gays, assim como o feminismo. Em 1980, juntamente com  Barbara Smith e Cherríe Moraga, fundou a Kitchen Table: Women of Color Press, a primeira editora dos Estados Unidos para mulheres negras.

## Poesia
Lorde centrou a sua discussão nas diferenças, não só nas diferenças entre grupos de mulheres, mas entre as diferenças conflitantes dentro do indivíduo. "Eu sou definido como outro em cada grupo de que eu sou parte", declarou ela. "O estranho, ambos força e fraqueza. No entanto, sem comunidade certamente não há libertação, nem futuro, apenas o armistício mais vulnerável e temporária entre mim e minha opressão". Ela se descrevia, simultaneamente, como um "continuum de mulheres" e como um "concerto de vozes" dentro de si mesma.
Sua concepção das muitas camadas de sua individualidade é replicada nos multigêneros de seu trabalho. A crítica Carmen Birkle escreveu: "Sua identidade multicultural é, assim, refletida em um texto multicultural, em multigêneros, em que as culturas individuais já não são entidades separadas e autônomas, mas fundidas em um todo maior, sem perder a sua importância individual". Sua recusa em ser colocada numa categoria específica, seja social ou literária, era característica de sua determinação em se colocar transversalmente como um indivíduo e não um estereótipo. Lorde se considerava uma "lésbica, mãe, guerreira, poeta", e usava a poesia para passar essa mensagem Seu objetivo principal era o de capacitar as pessoas negras e lésbicas,  encorajando-as a se sentirem confortáveis em sua própria pele. Em 1968, Audre Lorde publicou As primeiras cidades, seu primeiro volume de poemas, que foi descrito como um "livro tranquilo e introspectivo", centrado principalmente em questões pessoais e sentimentos.
A poesia de Lorde tornou-se mais aberta e pessoal à medida em que ela amadurecia e se tornava mais confiante quanto à sua sexualidade. Em Sister Outsider: Essays and Speeches (Crossing Press Feminist Series), ela afirma: "A poesia é a nossa forma de ajudar a dar nome ao inominável para que ele possa ser pensado ... Como eles se tornam conhecidos e aceitos por nós, nossos sentimentos e a exploração honesta deles se tornam santuários e locais de desova para as ideias mais radicais e ousadas". Sister Outsider: Essays and Speeches (Crossing Press Feminist Series), também elabora o desafio de Lorde às tradições Euro-americanas, seus sentimentos, expressos em entrevistas, bem como sua fala em diversos públicos, como os afro-americanos, mulheres e lésbicas. Poemas em  Cables to Rage , é pensado para incluir o primeiro poema abertamente lésbico de Lorde.

## Teoria
Lorde criticou feministas da década de 1960, a partir da Organização Nacional das Mulheres para Betty Friedan The Feminine Mystique, por focar nas experiências particulares e valores de mulheres brancas da classe-média. [carece de fontes?] Seus escritos são baseados na "teoria da diferença", a ideia de que a oposição binária entre homens e mulheres é demasiado simplista: apesar de feministas acharem necessário apresentar a ilusão de um todo unificado sólido, a própria categoria de mulheres está cheia de subdivisões.
Lorde identificou questões de classe, raça, idade, sexo e até mesmo de saúde, este último foi adicionado enquanto ela lutava contra o câncer em seus últimos anos, como sendo fundamental para a experiência feminina. Ela argumentou que, embora a diferença de gênero tem recebido todo o foco, essas outras diferenças também são essenciais e devem ser reconhecidas e tratadas. Lorde escreveu: "Coloca a ênfase na autenticidade da experiência. Ela quer que sua diferença seja reconhecida, mas não julgada. Ela não quer ser incluída em uma categoria geral de 'mulher'."  Essa teoria é conhecida como intersecionalidade.
Embora reconhecendo que as diferenças entre as mulheres são amplas e variadas, a maioria das obras de Lorde são preocupadas com dois subconjuntos que lhe diziam respeito, principalmente - raça e sexualidade. No documentário de Ada Gay Griffin e Michelle Parkerson intitulado A Litany for Survival: A Vida e Obra de Audre Lorde, Lorde diz: "Deixe-me dizer-lhe pela primeira vez sobre como era ser uma mulher preta poeta nos anos 60, de salto. significava ser invisível. significava ser realmente invisível. significava ser duplamente invisível como uma mulher feminista preta e significava ser triplamente invisível como uma lésbica preta e feminista. "  Lorde observa que as experiências de mulheres negras são diferentes daquelas das mulheres brancas, e que, por causa da experiência da mulher branca ser considerada normativa, as experiências da mulher negra são marginalizadas; da mesma forma, as experiências da lésbica (e, em particular, a lésbica negra) são consideradas aberrações, não em harmonia com o verdadeiro coração do movimento feminista. Embora elas não sejam consideradas normativas, Lorde argumenta que essas experiências são, no entanto, válidas e feministas. [carece de fontes?]
Em seu trabalho "Erotic as Power", escrito em 1978, Lorde teoriza sobre o erótico como um lugar de poder para as mulheres somente quando eles aprendem a libertação da sua supressão e aceitá-lo. Ela propõe que as necessidades eróticas para serem exploradas e experientes de todo o coração porque ele não é apenas em referência à sexualidade sexual, mas é uma sensação de prazer, amor e emoção que é sentida em relação a qualquer tarefa ou experiência que satisfaça as mulheres em suas vidas; seja a leitura de um livro ou amar seu trabalho. As mulheres têm experimentado dificuldades ao tentar abraçar o erótico como uma fonte de poder, porque foi chamado erroneamente por homens e foi confundido com pornografia No entanto, o erótico como poder permite às mulheres utilizarem seu conhecimento e poder no enfrentamento de problemas como racismo, patriarcado e nossa sociedade antierótica.

## Pensamentos feministas contemporâneos
Lorde partiu para confrontar questões de racismo no pensamento feminista. Ela sustentou que uma grande quantidade de bolsas de estudos de feministas brancas serviram para aumentar a opressão das mulheres negras, uma convicção que a levou a confrontos enérgicos, mais notavelmente em uma contundente carta aberta dirigida à companheira lésbica feminista radical Mary Daly, da qual Lorde afirmou que não recebeu resposta. A carta de resposta de Daly para Lorde, datada de 4 meses e meio mais tarde, foi encontrada em 2003 em arquivos de Lorde depois que ela morreu.
Esta fervorosa discordância com as conhecidas feministas brancas promoveu sua personalidade como alguém de fora: "no meio institucional de feminista negra e estudiosas feministas lésbicas negras [...] e dentro do contexto de conferências patrocinadas por acadêmicas feministas brancas, Lorde se destacava como uma voz irritada, acusatória do feminismo negro.
A crítica não foi apenas uma via: muitas feministas brancas estavam irritadas com a marca de Lorde do feminismo. Em seu ensaio de 1984 The Master's Tools Will Never Dismantle the Master's House, Lorde atacou o racismo subjacente dentro do feminismo, descrevendo-o como dependência não reconhecida do patriarcado. Ela argumentou que, ao negar diferença na categoria de mulheres, feministas brancas meramente repassavam velhos sistemas de opressão e que, ao fazê-lo, eles estavam impedindo qualquer mudança real e duradoura. Seu argumento alinhava feministas brancas com homens brancos senhores de escravos, descrevendo ambos como "agentes de opressão".
Ao fazê-lo, ela irritou muitas feministas brancas, que viram seu ensaio como uma tentativa de privilegiar suas identidades como preta e lésbica, e assumir autoridade moral com base no sofrimento. [carece de fontes?] O sofrimento era uma condição universal para as mulheres, segundo elas, e acusar feministas de racismo causaria divisão em vez de curá-lo. [carece de fontes?] Em resposta, Lorde escreveu "o que você ouve na minha voz é fúria, não sofrimento. Raiva, não  autoridade moral." 

## Tributos
Em 2014 Lorde foi introduzida no Legacy Walk, uma exposição pública ao ar livre que celebra a história e pessoas LGBT.

## Audre Lorde e o Mulherismo
Críticas a feministas da década de 1960 de Audre Lorde identificam questões de raça, classe, idade, gênero e sexualidade. Da mesma forma, a autora e poeta Alice Walker cunhou o termo "womanist", em uma tentativa de dividir mulheres pretas e experiências das minorias do "feminismo". Enquanto o "feminismo" é definido como "um conjunto de movimentos e ideologias que compartilham um objetivo comum: a definir, estabelecer e alcançar os direitos políticos, econômicos, culturais, pessoais e sociais iguais para as mulheres", através da imposição de oposição simplista entre "homens" e "mulheres", os teóricos e ativistas dos anos 1960 e 1970 geralmente negligenciavam a diferença experiencial causadas por raça e gênero entre diferentes grupos sociais.

### Comentários de Lorde sobre o feminismo
Como pioneira no estudo feminismo negro, Audre Lorde é crítica das feministas negligenciando questões raciais. Em Age, Race, Class, and Sex: Women Redefining Difference, ela escreve: "Certamente existem diferenças muito reais entre nós - de raça, idade e sexo. Mas não são essas diferenças que nos separam. É, antes, a nossa recusa em reconhecer essas diferenças e em examinar as distorções que resultam da nossa "mal nomeação" deles e seus efeitos sobre o comportamento e a expectativa humana." Mais especificamente, ela afirma: "Quando as mulheres brancas ignoram o seu privilégio inerente de branquitude e definem 'mulher' em termos de sua própria experiência, em seguida, as mulheres de cor se tornam 'outras'". Auto identificada como uma "[mulher de] 49 anos, negra, lésbica, feminista, socialista e mãe de dois", Lorde é considerada como "desviante, inferior, ou simplesmente errada" em oposição à suposta hierarquia social normativa de "homem branco, heterossexual e capitalista". "Nós não falamos da diferença humana, mas do desvio humano." A este respeito, a ideologia do Lorde coincide com mulherismo, que "permite que as mulheres negras afirmar e celebrar a sua cor e cultura de uma forma que o feminismo não faz."

### Audre Lorde e a Crítica do Mulherismo
Uma grande crítica em mulherismo é a incapacidade de abordar explicitamente a homossexualidade dentro da comunidade feminina. Muito pouca literatura mulherista relaciona-se com questões lésbicas ou bissexuais. Muitos estudiosos consideram que a falta de simpatia e relutância em aceitar a homossexualidade responsável perante o modelo simplista de gênero mulherista. De acordo com o ensaio de Lorde Age, Race, Class, and Sex: Women Redefining Difference,: "A necessidade de unidade é muitas vezes chamado erroneamente como uma necessidade de homogeneidade", "um medo de lésbicas, ou de ser acusado de ser uma lésbica, tem levado muitas mulheres negras em testemunhar contra si mesmos ".
Com uma ideologia tão forte e mente aberta, o impacto do Lorde na sociedade lésbica é significativo. Um dos participantes descreve o processo do discurso de Lorde em agosto de 1978, quando Lorde lê seu ensaio Uses for the erotic, the erotic as Power: "Ela pediu que todas as lésbicas presentes se levantassem. Quase toda a plateia levantou-se."
A ideologia de Audre Lorde de redefinir a diferença entre todas as identidades sociais - tais como classe, raça, idade e sexo - está profundamente enraizada em seu trabalho. A maior parte de sua teoria coincide com o que é vulgarmente conhecido "mulherismo", que enfatiza a experiência de minoria, mas seu principal argumento sobre a homossexualidade não é amplamente demonstrado por escritos mulheristas.

## Obras traduzidas em português
- 2019: Irmã Outsider, Editora autêntica, Brasil. [47]
- 2020: A Unicórnia Preta, Editora Relicário Edições, Brasil.[48]
- 2020: Entre nós mesmas – poemas reunidos, Editora Bazar do Tempo, Brasil.[49]
- 2020: Sou sua irmã – Escritos reunidos e inéditos, Editora Ubu, Brasil. [50]
- 2021: Zami, uma biomitografia, Editora Elefante, Brasil. [51]
- 2023: Irmã Marginal, Editora Orfeu Negro, Portugal.[52]

## Obras
- 1968: The First Cities
- 1970: Cables to Rage
- 1973: From a Land Where Other People Live
- 1974: New York Head Shop and Museum
- 1976: Coal. [S.l.: s.n.] ISBN 0-393-04439-4. OCLC 2074270
- 1976: Between Our Selves
- 1978: Hanging Fire
- 1978: The Black Unicorn. New York: W. W. Norton Publishing. ISBN 0-393-04508-0. OCLC 3966122
- 1980: The Cancer Journals, Aunt Lute Books

### Imprensa Kore
- 1981: Uses of the Erotic: the erotic as power. Col: Kore Books. [S.l.: s.n.] ISBN 978-1-888553-10-9
- 1982: Chosen Poems: Old and New. [S.l.: s.n.] ISBN 0-393-01576-9. OCLC 8114592
- 1983: Zami: A New Spelling of My Name. The Crossing Press
- 1984: Sister Outsider: Essays and Speeches. The Crossing Press (reissued 2007)
- 1986: Our Dead Behind Us. [S.l.: s.n.] ISBN 0-393-02329-X. OCLC 13870929
- 1988: A Burst of Light. [S.l.]: Firebrand Books. ISBN 0-932379-40-0. OCLC 17619136
- 1993: The Marvelous Arithmetics of Distance. [S.l.: s.n.] ISBN 0-393-31170-8. OCLC 38009170

## Entrevistas
- "Interview with Audre Lorde," in Against Sadomasochism: A Radical Feminist Analysis, ed. Robin Ruth Linden (East Palo Alto, Calif. : Frog in the Well, 1982.), pp. 66–71 ISBN 0-960-36283-5 OCLC 7877113

## Filme Biográfico
- A Litany for Survival: The Life and Work of Audre Lorde (1995) Documentario de Michelle Parkeson.
- The Edge of Each Other's Battles: The Vision of Audre Lorde (2002). Documentario de Jennifer Abod.
- Audre Lorde - The Berlin Years 1984 to 1992 (2012). Documentario de Dagmar Schultz.